# Ayame Gōriki
Ayame Gōriki (剛力 彩芽?, Gōriki Ayame; Kanagawa, 27 agosto 1992) è un'attrice, modella e cantante giapponese.
Ha iniziato la sua carriera nel mondo dello spettacolo alla metà degli anni 2000 sotto l'etichetta Oscar Promotion, imponendosi subito per le sue interpretazioni, prima televisive e poi cinematografiche, di spessore.
Dopo i primi dorama a tematica giovanile, partecipa a IS - Otoko demo onna demo nai sei col ruolo dell'amica misteriosa del/della protagonista. Si fa definitivamente conoscere in Taisetsu na koto wa subete kimi ga oshiete kureta dove fa una delle allieve di Haruma Miura e poi nel live action dedicato a Mirai Nikki.
Il suo ultimo ruolo di spessore lo svolge in Biblia koshodō no jiken techō dov'è protagonista assieme ad Akira. Nel 2013 infine è entrata a far parte del cast della pellicola cinematografica live action ispirata a Gatchaman.

## Filmografia

### Televisione
- Biblia koshodō no jiken techō (Fuji TV, 2013)
- Yae no Sakura (NHK, 2013)
- Honto ni Atta Kowai Hanashi 2012 Norowareta Byoshitsu (Fuji TV, 2012)
- Beginners! (Biginazu!) (TBS, 2012)
- Mirai Nikki - Another : World- (Fuji TV, 2012)
- W no Higeki (TV Asahi, 2012)
- Teen Court ~10-dai no Saiban~ (NTV, 2012)
- Watashi ga Renai Dekinai Riyuu (Fuji TV, 2011, ep2-4,7,9-10)
- IS - Otoko demo onna demo nai sei (TV Tokyo, 2011)
- Asuko March! (TV Asahi, 2011)
- Taisetsu na koto wa subete kimi ga oshiete kureta (Fuji TV, 2011)
- Samayoi Zakura (Fuji TV, 2009)
- Battery (serie televisiva) (2008)
- ChocoMimi (TV Tokyo, 2007)

### Cinema
- Gatchaman (film) (2013) - Jun
- Karuteto! (2012)
- Oniichan no hanabi (2010)
- Gekijo-ban: Kaidan Resutoran (2010) - Jun